# Pardubice
Pardubice (nemško Pardubitz) so mesto v istoimenskem okraju v vzhodni Bohemiji, Češka, ob rekah Labi in Chrudimki. Število prebivalcev v začetku leta 2023 je bilo 92.000.
V letu 1845 je bila zgrajena železnica iz Olomouca v Prago, ki je spodbudila razvoj mesta in industrije. Znano je tekmovanje konjev Velká Pardubická, ki sega v čas 1874, in pečenje tradicionalnega peciva »perník«.
V Pardubicah se za javni promet uporabljajo trolejbusi in avtobusi.
- Zelena vrata na glavnem trgu